# NGC 5400
NGC 5400 ist eine Linsenförmige Galaxie vom Hubble-Typ E-S0 im Sternbild Jungfrau auf der Ekliptik. Sie ist rund 331 Millionen Lichtjahre von der Milchstraße entfernt und hat einen Durchmesser von etwa 180.000 Lichtjahren. Vom Sonnensystem aus entfernt sich das Objekt mit einer errechneten Radialgeschwindigkeit von näherungsweise 7.500 Kilometern pro Sekunde.
Das Objekt wurde am 15. April 1787 von William Herschel entdeckt.

## Galaktisches Umfeld
| Nr. | Galaxie                   | Alternativname            | Rek           | Dek           | Distanz/asec |
| --- | ------------------------- | ------------------------- | ------------- | ------------- | ------------ |
| →   | NGC 5400                  | LEDA/PGC 49869            | 14h00m37.204s | -02d51m28.14s | 0            |
| 1   | LEDA/PGC 118818           | WISEA J140031.26-025206.9 | 14h00m31.274s | -02d52m06.93s | 96.89        |
| 2   | LEDA/PGC 140239           | 2MASX J14003999-0249551   | 14h00m40.021s | -02d49m55.40s | 102.02       |
| 3   | IC 968                    | CGCG 018-019              | 14h00m37.22s  | -02d54m27.3s  | 184.82       |
| 4   | LEDA/PGC 49857            | CGCG 018-018              | 14h00m30.058s | -02d48m38.26s | 200.84       |
| 5   | LEDA/PGC 118817           | WISEA J140020.65-025157.3 | 14h00m20.650s | -02d51m57.80s | 249.58       |
| 6   | LEDA/PGC 3275984          | WISEA J140056.51-025218.7 | 14h00m56.488s | -02d52m18.99s | 293.03       |
| 7   | LEDA/PGC 3275998          | WISEA J140036.32-025652.2 | 14h00m36.333s | -02d56m52.33s | 324.63       |
| 8   | LEDA/PGC 1083850          | WISEA J140040.42-024453.4 | 14h00m40.405s | -02d44m53.62s | 397.04       |
| 9   | LEDA/PGC 1078880          | WISEA J140039.23-025809.3 | 14h00m39.233s | -02d58m09.64s | 402.98       |
| 10  | WISEA J140011.74-025409.2 | 2MASS J14001173-0254099   | 14h00m11.746s | -02d54m09.82s | 413.89       |
| 11  | LEDA/PGC 3275973          | WISEA J140105.34-025125.8 | 14h01m05.303s | -02d51m25.49s | 420.65       |
| 12  | LEDA/PGC 118814           | 2MASS J14000853-0249538   | 14h00m08.551s | -02d49m53.72s | 438.82       |
| 13  | LEDA/PGC 3275990          | WISEA J140048.01-025839.0 | 14h00m48.008s | -02d58m39.19s | 460.64       |
| 14  | LEDA/PGC 105378           | 2MASX J14003739-0259131   | 14h00m37.401s | -02d59m13.06s | 464.92       |
| 15  | LEDA/PGC 3276011          | WISEA J140022.15-025831.0 | 14h00m22.177s | -02d58m31.03s | 479.08       |